# Owen Gun
Автоматичний карабін Оуена,Оуен (англ. Owen Machine Carbine, Owen Gun) — австралійський пістолет-кулемет, спроектований Евеліном Оуеном (англ. Evelyn "Evo" Owen) у 1939 році.
Основний пістолет-кулемет на озброєнні австралійської армії під час Другої світової війни.

## Історія створення

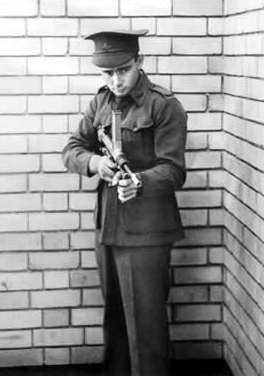
Евелін Оуен зі своєю зброєю

За легендою, свій перший пістолет-кулемет Евелін Оуен сконструював і зібрав у власній майстерні в 1939 році, у віці 24 років.
Це була зброя під патрон кільцевого запалення .22 LR, за конструкцією дуже нагадує радянський малокаліберний кулемет Блюма, зокрема — використовувала такий же магазин з прямою подачею патронів з індивідуальних гнізд барабана, схожого на револьверний. Втім, припустити, що Оуен міг бути знайомий з радянською конструкцією досить складно.
Прототип був запропонований армії, однак автор отримав відмову через «сирість» конструкції і неможливості використання зброї під такий патрон у військових цілях.
Тим не менш, конструктор-самоучка продовжив удосконалювати свою зброю. У 1940 році ним був створений прототип під потужніший патрон .32 ACP (7,65 x17 мм Browning), все ще досить сирий, але вже більше схожий на бойову зброю.
Згодом на фірмі Lysaghts Newcastle Works в Новому Південному Уельсі їм були створені прототипи під патрони .45 ACP, 9х19 мм «Люгер», і навіть револьверний .38 Special.
Після початку бойових дій австралійська армія стала відчувати потребу в пістолеті-кулеметі місцевого виробництва. Випробування, в яких брали участь 9-мм прототип виробництва Lysaghts Newcastle Works, англійська STEN і американський Thompson, показали високі бойові якості «Оуена». У результаті він був прийнятий на озброєння в 1942 році як «автоматичний карабін Оуена»(Owen Machine Carbine).
До 1945 року було випущено близько 45 тисяч пістолетів-кулеметів цієї системи в різних модифікаціях (Mark 1-42, Mark 1-43, Mark 2).
ПК Оуена отримав різні оцінки — від визнання зовсім досконалим зразком свого часу до зневажливих відгуків як про найбільш нісенітну зовні і безграмотно спроектованому зброю.
Owen швидко завоював популярність у солдатів, що воювали з ним. На їх думку, він відрізнявся простотою конструкції, живучістю і високою надійністю, але при цьому був дещо важкуватий.
Замовлення на нього надходили також від збройних сил США та Нової Зеландії. Використовувався «Оуен» і в корейській та в'єтнамській війнах.
Він перебував на озброєнні австралійської армії до початку 1960-х років, коли його змінила вдосконалена модель F1, яка зберегла деякі з характерних особливостей свого попередника.

## Конструкція і характеристики
З точки зору конструкції, «Оуен» являв собою свого роду гібрид між англійською і американською школами.
Загальний дизайн і компонування «Оуена» з передньою пістолетною рукояткою і розташованим посередині ствольної коробки спусковим механізмом нагадував американський «Томпсон»; розміщений зверху магазин ріднив його з чехословацько-британським кулеметом BREN. Спрощена конструкція, загальна грубість виконання і широке використання трубчастих заготовок також нагадували  британський STEN.
Автоматика — вільний затвор. Стрільба велася з відкритого затвора («із заднього шептала»). Ствол — швидкознімний. Після зняття ствола за ним виймається і затвор. Рукоятка зведення була виконана окремо від затвора, в задній частині ствольної коробки праворуч, що не дозволяло бруду та пилу потрапити всередину через виріз для неї.
Коробчатий магазин був встановлений вертикально зверху — це оцінювалася дуже позитивно з точки зору зниження прицільної лінії, що корисно при веденні вогню з окопу. Через це прицільні пристосування були зміщені вліво.
Приклад, в залежності від моделі, міг бути дерев'яним і металевим.
На стволі був дуловий компенсатор для зменшення підкидання зброї при стрільбі чергами.
Через використання патрона помірної потужності 9х19 Para, характеристики ПК були близькими до середніх для тодішніх представників цього класу зброї.